# تام هارل
تام هارل (انگلیسی: Tom Harrell) یک موسیقی‌دان اهل ایالات متحده آمریکا است.